# Světové hry 2017

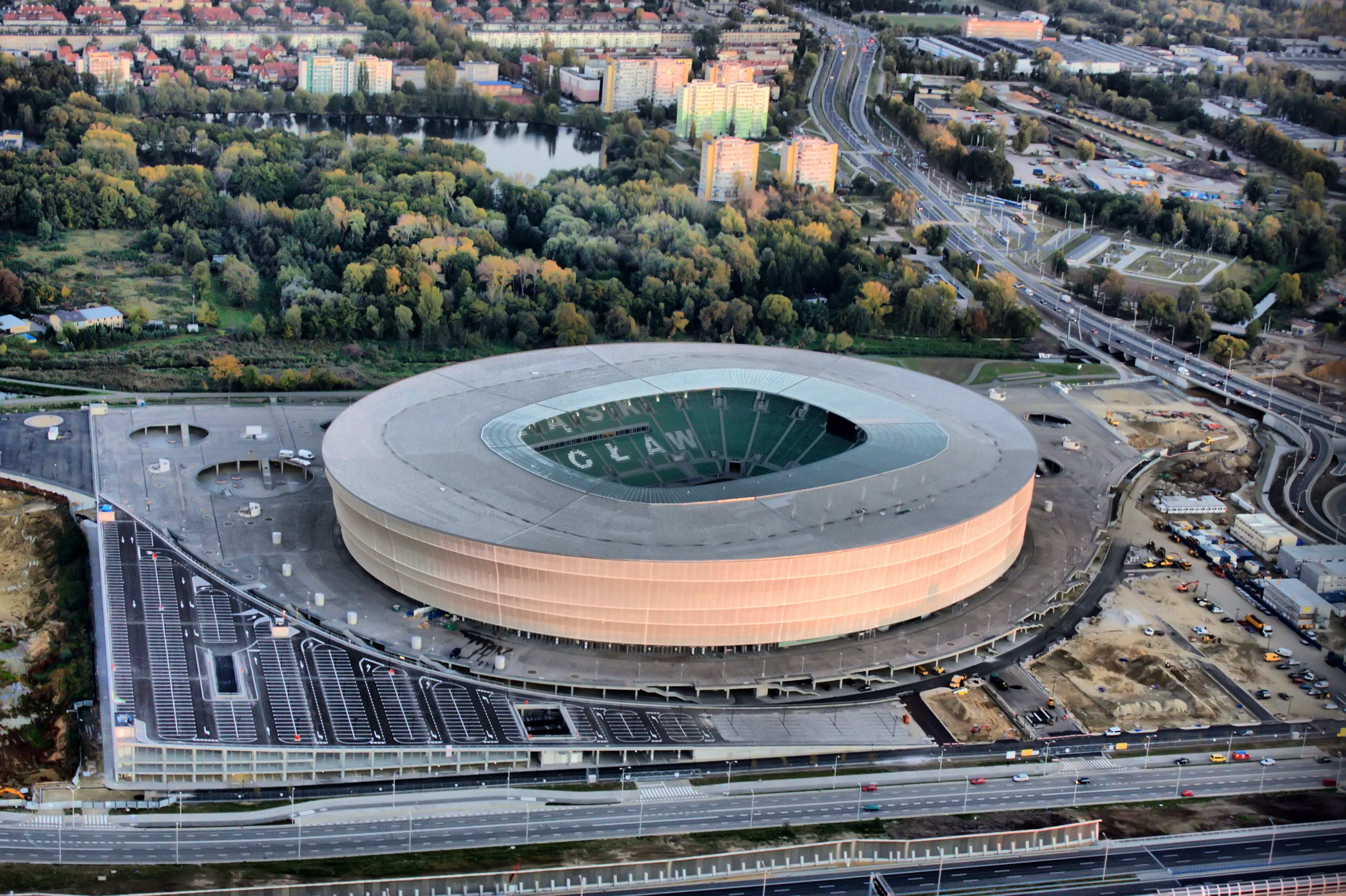
Městský stadion ve Vratislavě kde proběhlo zahájení a ukončení her

Světové hry 2017 byly desátým jubilejním ročníkem Světových her, nejvýznamnější mezinárodní soutěže v neolympijských sportech. Konaly se od 20. července do 4. srpna 2017 v polském městě Vratislav. Soutěžilo se v 56 disciplínách 31 sportů, 4 sporty byly ukázkové, her se zúčastnilo 3 251 závodníků ze 111 zemí.

## Česko
Českou reprezentaci tvořilo 65 sportovců a k 27.7.2017 získali 5 medailí (2/1/2).

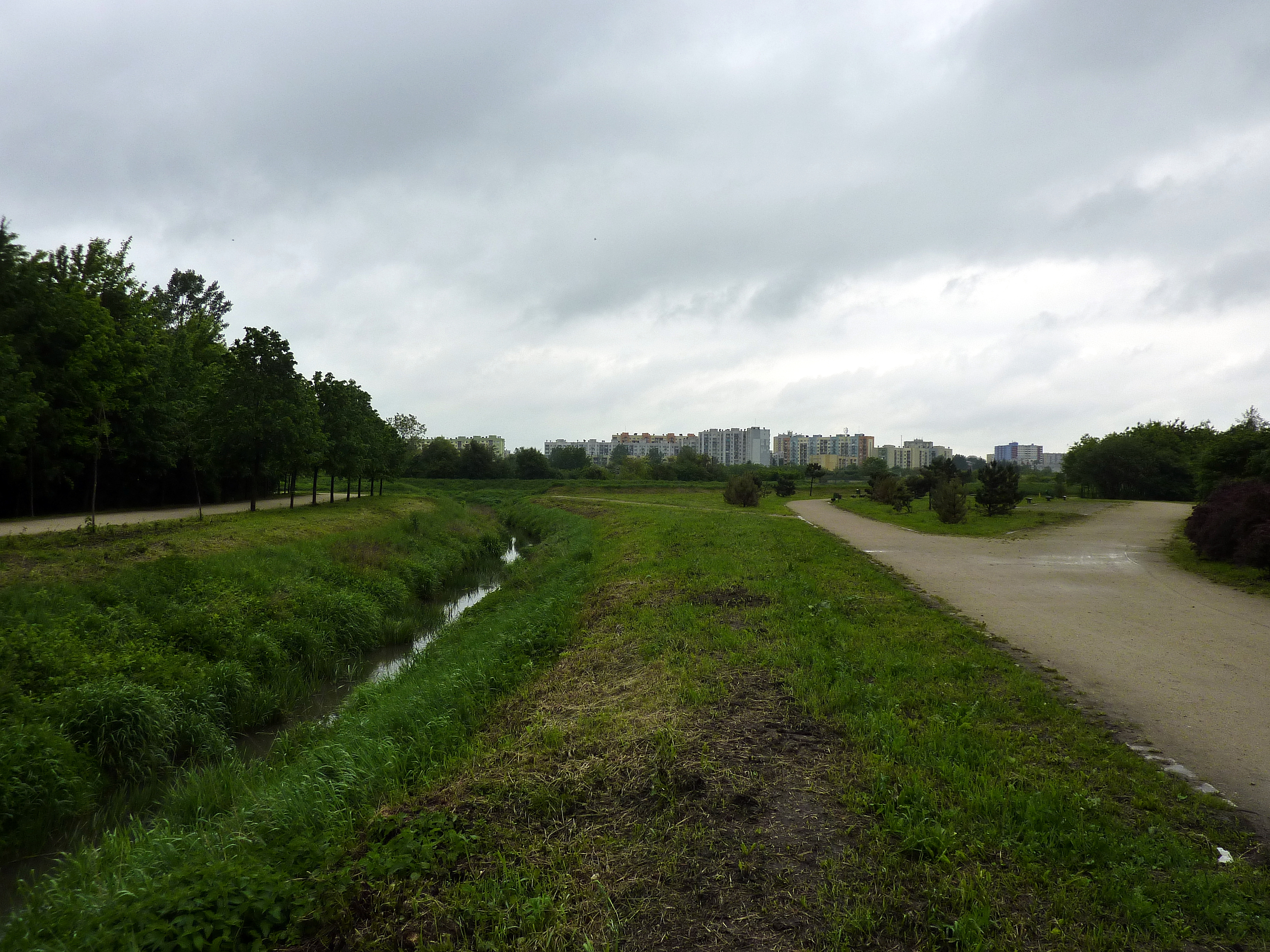
Park tisíciletí

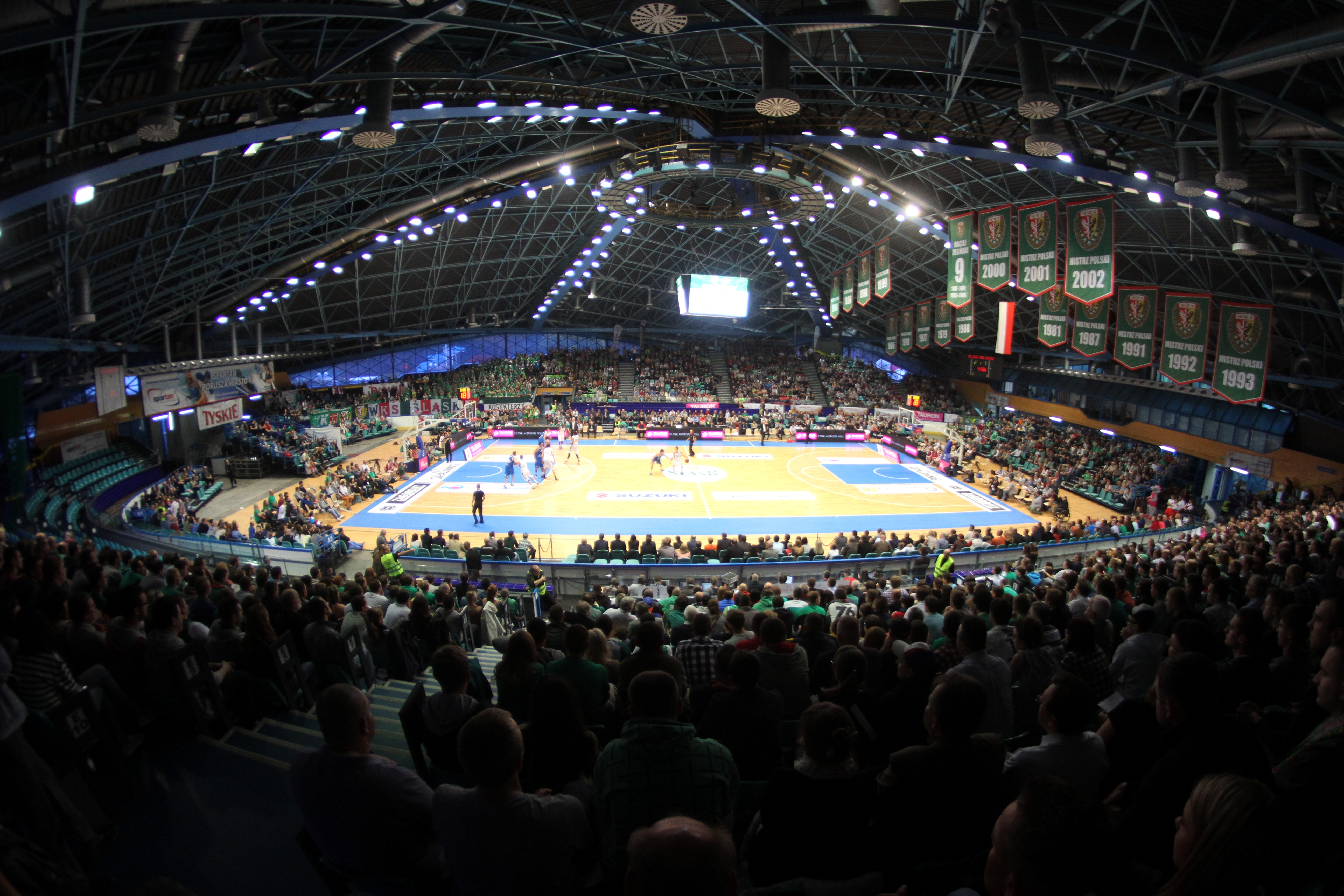
Stadion Orbita

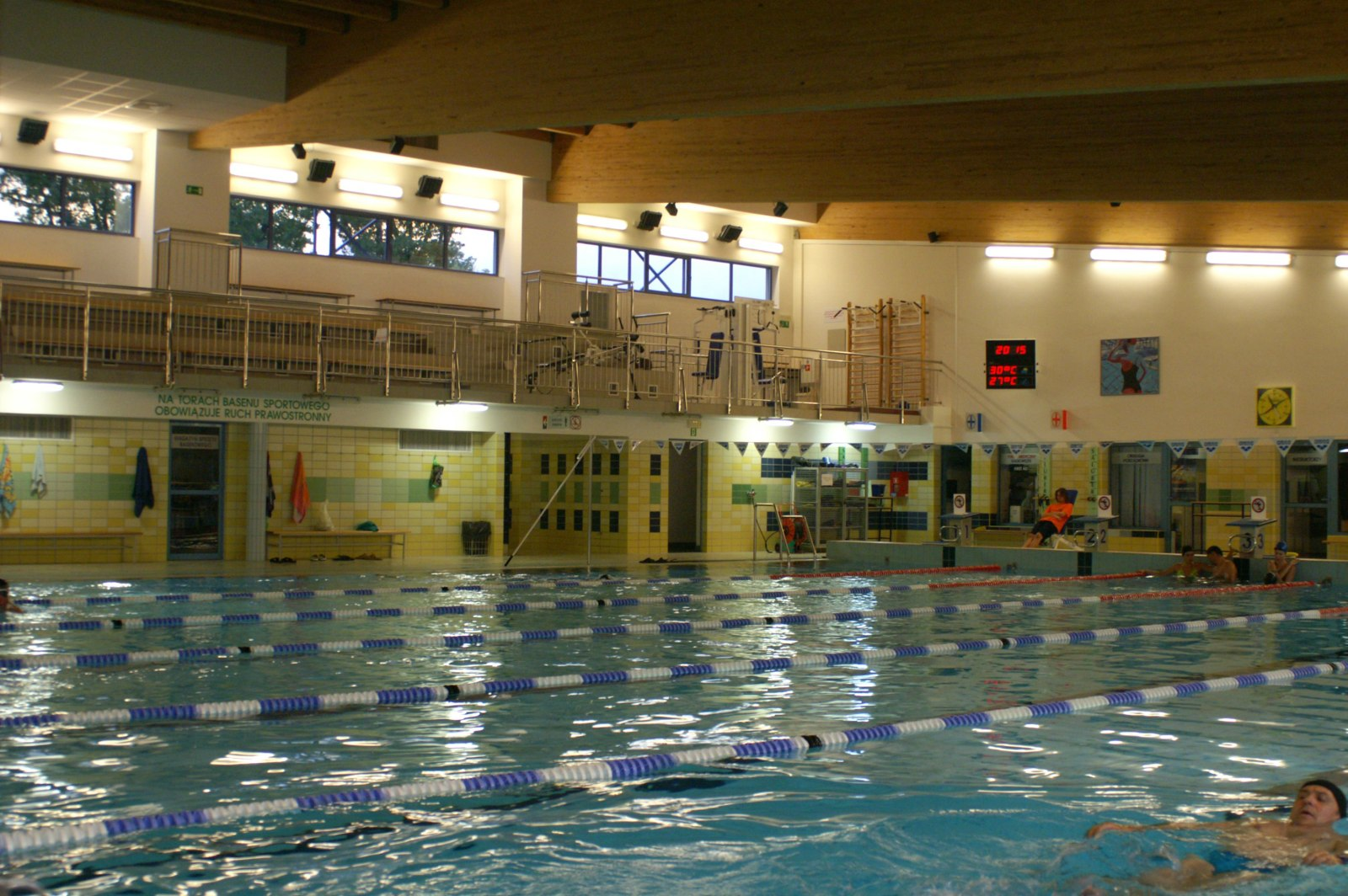
Olympijský bazén

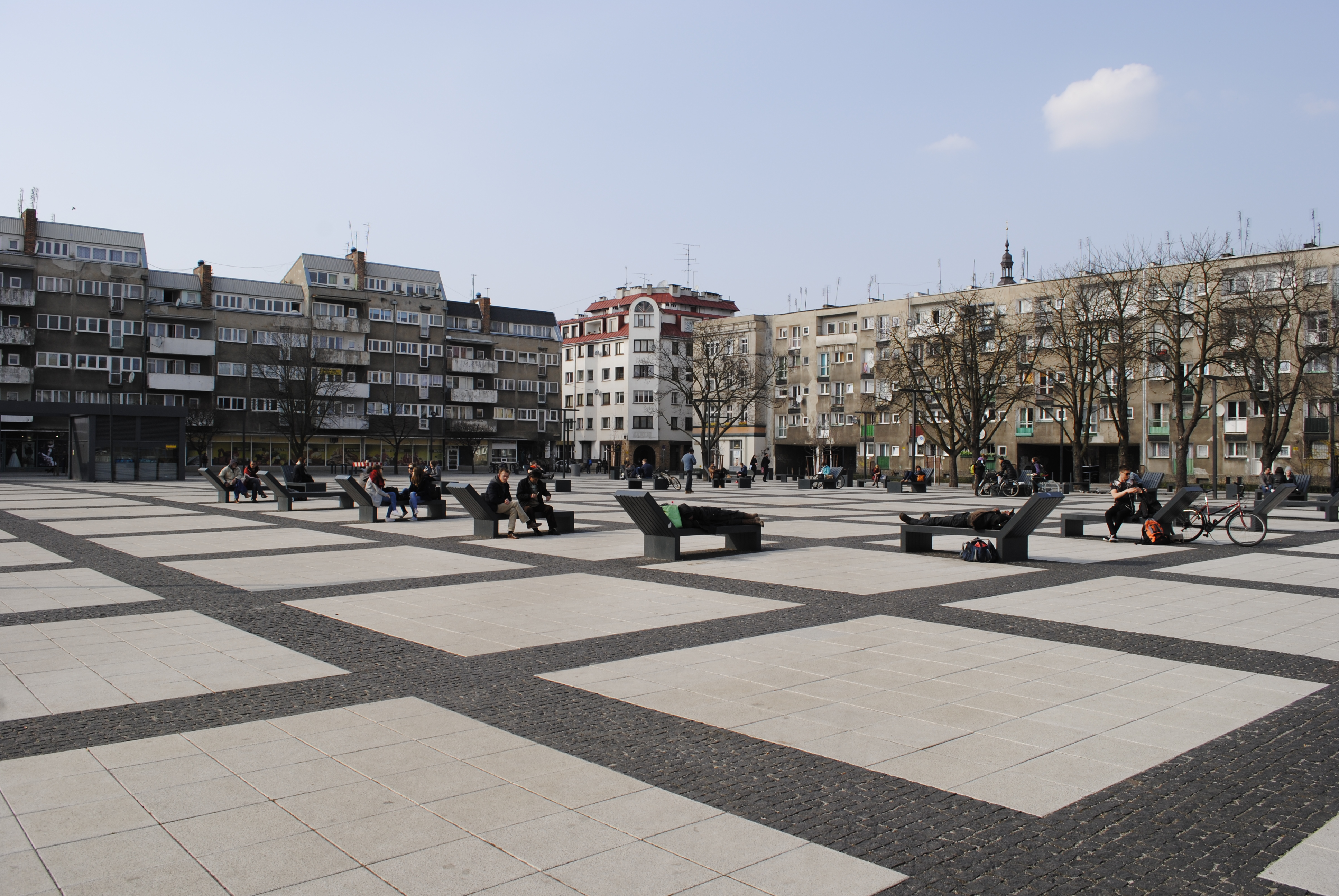
Náměstí Nowy Targ (2015)

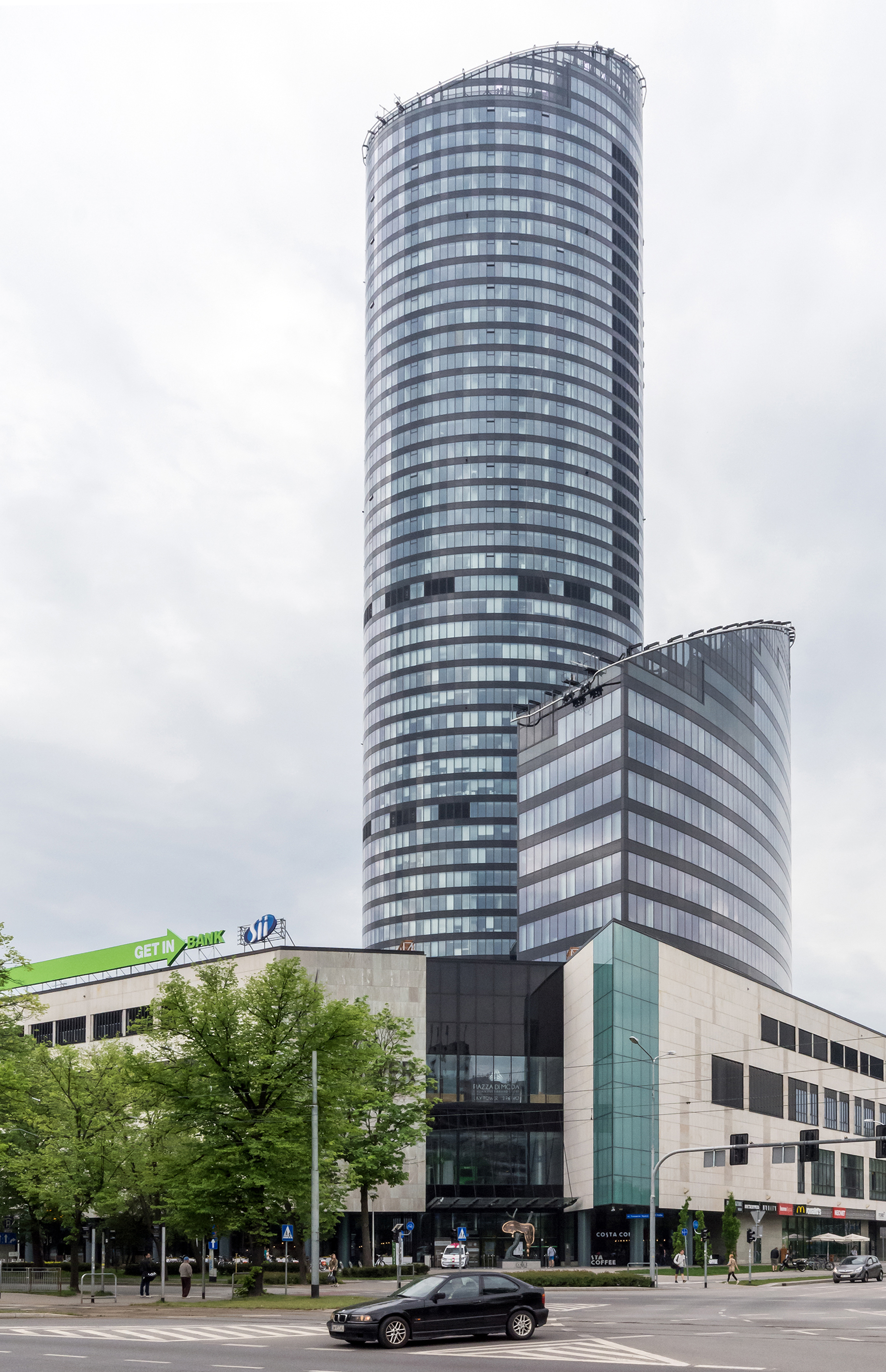
Sky Tower pro bowling na Světových hrách 2017

## Místo konání

### Kandidatura
Dalšími kandidáty na pořádání her v tomto roce byly města Budapešť (Maďarsko), Kapské Město (Jihoafrická republika) a Janov (Itálie).

### Sportoviště
Zahájení her proběhlo na Městském stadionu ve Vratislavi, jejich ukončení v Narodowem Foru Muzyki.
Kromě tohoto stadionu se hry uskutečnily i na dalších sportovištích a na náměstí (Plac) Nowy Targ přímo uprostřed města Vratislav poblíž městského úřadu a řeky Odry.
Světové hry se konaly na již existujících sportovištích, což bylo jednou z podmínek pro pořádání her. Největšími investicemi byla modernizace plaveckého bazénu v ulici Wejherowska (vytvoření nového 50 metrů dlouhého krytého bazénu pro vodní sporty) a modernizace Olympijského stadionu. V The Millennium Park komplexu, v blízkosti Nowy Dwor, byla postavena moderní bruslařská dráha a sportovní hřiště pro plážové sporty.
| Město                      | Sportoviště                                         | Sporty                                                     |
| -------------------------- | --------------------------------------------------- | ---------------------------------------------------------- |
| Vratislav – západní část   | Městský stadion ve Vratislavi                       | zahájení her                                               |
| Vratislav – západní část   | Park tisíciletí                                     | ?                                                          |
| Vratislav – západní část   | komplex budov v ulici Wejherowskiej: Stadion Orbita | Muay Thai, kickbox, sumó                                   |
| Vratislav – západní část   | komplex budov v ulici Wejherowskiej: Bazén Orbita   | záchranářský sport, ploutvové plavání, kanoepolo           |
| Vratislav – západní část   | Stará Odra u mostu Trzebnickim                      | vodní lyžování, wakeboarding                               |
| Vratislav – centrální část | Narodowe Forum Muzyki                               | silový trojboj, slavnostní zakončení her                   |
| Vratislav – centrální část | Náměstí Nowy Targ                                   | sportovní lezení                                           |
| Vratislav – centrální část | Sky Tower                                           | bowling                                                    |
| Vratislav – centrální část | klub Hasta La Vista                                 | squash                                                     |
| Vratislav – východní část  | Hala Stulecia (ul. Wystawowa)                       | gymnastika, Taneční sport                                  |
| Vratislav – východní část  | Vratislavské kongresové centrum (ul. Wystawowa)     | Kulečník                                                   |
| Vratislav – východní část  | Pergola (ul. Wystawowa)                             | lukostřelba, orientační běh, boules                        |
| Vratislav – východní část  | Park Szczytnicki (ul. Wystawowa)                    | lukostřelba                                                |
| Vratislav – východní část  | Stadion Lekkoatletyczny przy ul. Witelona           | lukostřelba                                                |
| Vratislav – východní část  | Olympijský stadion                                  | żużel, americký fotbal                                     |
| Vratislav – východní část  | Víceúčelová hala AWF Pola Marsowe                   | přetahování lanem                                          |
| Vratislav – východní část  | Kompleks P5                                         | ultimate frisbee                                           |
| Vratislav – východní část  | Sportovní hala WKK Sport Center                     | florbal, korfbal                                           |
| Vratislav – východní část  | Komplex GEM                                         | karate, džúdžucu                                           |
| Vratislav – východní část  | Stadion Oławka                                      | faustball, lakros                                          |
| Szymanów                   | letiště Szymanów                                    | letecké sporty                                             |
| Trzebnica                  |                                                     | orientační běh                                             |
| Svídnice                   | kluziště                                            | inline hokej, akrobatické bruslení na kolečkových bruslích |
| Jelcz-Laskowice            | Sportovní hala                                      | halové veslování (trenažéry)                               |

## Seznam sportů

### Gymnastické a taneční sporty
- Akrobatická gymnastika
- Krasobruslení na kolečkových bruslích
- Moderní gymnastika
- Aerobik
- Taneční sport
- Skoky na trampolíně

### Míčové sporty
- Kanoepolo
- Faustbal
- Korfbal
- Lacrosse
- Plážová házená
- Racquetball
- Rugby 7's
- Squash
- Florbal

### Moderní sporty
- Orientační běh
- Sportovní lezení
- Ultimate frisbee
- Inline hokej
- Inline rychlobruslení
- Letecký sport
- Ploutvové plavání
- Záchranářský sport
- Vodní lyžování

### Silové sporty
- Přetahování lanem
- Silový trojboj

### Sporty na přesnost
- Koulové sporty
- Bowling
- Kulečník
- Lukostřelba (terénní)

### Bojová umění
- Džiu-džitsu
- Karate
- Sumo

### Ukázkové sporty
- Duatlon
- Futsal
- Kanoistika (maratón)
- Plážový fotbal
- Silniční bruslení
- Softbal
- Wu-šu

Naposledy se na Světových hrách soutěžilo ve sportovním lezení, které se od roku 2020 stalo olympijským sportem.

## Zúčastněné země
- Česko (65)
- Francie (193)
- Itálie (167)
- Polsko (218) (pořadatel)